# Hyrachyus
Hyrachyus is een uitgestorven vertegenwoordiger van de vroege onevenhoevigen, die gebruikelijk was in de uitgaande Onder- naar het begin van het Boven-Eoceen, 50 tot 40 miljoen jaar geleden in het huidige Noord-Amerika en Eurazië. Het geslacht was slechts middelgroot, gemiddeld bereikte het de grootte van een wolf en leefde het in tropische tot subtropische bossen dicht bij het water. Het is bekend van talloze, deels complete skeletvondsten, waarvan de ontdekkingen teruggaan tot 1870 in Noord-Amerika. De systematische positie van Hyrachyus is controversieel. sommige zien het dier aan de basis van de evolutie van de neushoorns, anderen aan die van de tapirs. Over het algemeen wordt Hyrachyus beschouwd als de oorspronkelijke vertegenwoordiger van Ceratomorpha, een eenheid die uit deze twee onevenhoevige families bestaat.

## Beschrijving
Hyrachyus is een kleine tot middelgrote vertegenwoordiger van de vroege ceratomorfe (die verwant is aan de tapirs en neushoorns) onevenhoevigen en met zijn karakteristieke gebogen rug leek op de andere oervormen van deze zoogdierorde. De grootte van sommige soorten bereikte die van de grote wolf van vandaag, terwijl anderen de grootte van een mustang hadden. Voor kleinere vertegenwoordigers kan een hoofd-lichaamslengte van ongeveer honderdtwintig centimeter, een schouderhoogte van negentig centimeter en een gewicht van ongeveer zesendertig kilogram worden aangenomen.
De schedel had een lengte van eenentwintig tot vijfentwintig centimeter en een gemiddelde schedelhoogte van 14,6 centimeter in het gebied van de eerste premolaar. In zijaanzicht toonde hij een rechte voorhoofdlijn die in het gebied van het neusbot afbrak. Het occipitale bot was iets uitgestrekt, op het pariëtale bot was een licht verhoogde kuif. Het splitste zich in twee rimpelingen aan de voor- en achterkant. De voorste liepen over het voorste bot, de achterste verbonden met de occipitale uitstulping. Het neusbot had een langwerpige vorm en torende uit boven het intermaxillaire bot. Het zeer korte neusgat bleek echter opvallend te zijn, slechts 2,5 millimeter lang en eindigend boven de hoektand. Bovendien werd de binnenkant van de neus aan de achterkant begrensd door het intermaxillaire bot, dat steil steeg en dus een korte vorm had, hoewel het in tegenstelling tot vandaag, maar typisch voor primitieve hoefdieren, in contact was met het neusbot aan de onderkant. Het oogvenster had een diameter van ongeveer 5,5 centimeter, de voorkant was boven de tweede kies. Het infraorbitale foramen bevond zich boven de derde premolaar ongeveer op het niveau van de onderste orbitale marge.
De onderkaak was sterk en tot twintig centimeter lang, de onderrand was bijna recht. Het horizontale onderkaaklichaam nam iets toe in de richting van de rug en gemeten ongeveer vier centimeter achter de laatste kies. De oplopende tak was bij het kroonproces een goede 9,3 centimeter hoog en bij het gewrichtsuitsteeksel een goede 7,6 centimeter en overschreed dus duidelijk het kauwvlak. De symfyse strekte zich uit tot de voorste marge van de tweede premolaar en was 4,5 centimeter lang. Het hoekuitsteeksel was afgerond en was niet erg merkbaar. Onder de laatste twee premolaren waren er twee mentale foramen van ongeveer dezelfde grootte, en verdere openingen werden gevormd in het voorste deel van de onderkaak. De tanden hadden de volledige tanden van de vroege hogere zoogdieren en hadden de volgende tandformule: 3.1.4.33.1.4.3. De snijtanden waren beitelachtig gevormd en klein. De hoektand was conisch van vorm en aanzienlijk vergroot, zodat hij maximaal twee keer over de snijtanden torende. Het typische diastema voor het achtergebit was 1,8 centimeter. Over het algemeen hadden de kiezen lage (brachyodonte) kronen. De premolaren waren slechts licht gemolariseerd behalve de achterste twee, zodat de eerste twee nogal puntig leken. De achterste twee premolaren hadden vervolgens een individueel gevormde en transversale tandemailstrook. De kiezen hadden een bilophodonte structuur met twee transversale smeltstroken, zoals typisch is voor de tapirs van vandaag. De grootte van de tanden nam toe van voor naar achter, dus de belangrijkste premolaar kwam tot een maximale lengte van 0,9 centimeter, de achterste kies echter tot twee centimeter. De driehoekige vorm van de laatste kies was ook karakteristiek.
Omdat er talloze complete skeletvondsten zijn, is het lichaamskelet bijna volledig bekend. De wervelkolom bestond uit zeven cervicale, achttien thoracale, zeven lumbale en vijf sacrale wervels, die een totale lengte bereikten van negentig tot honderd centimeter gemeten over de kromming. Het aantal staartwervels is niet exact gedocumenteerd. De belangrijkste thoracale wervels hadden sterke spinale uitsteeksels tot acht centimeter lang. Het bewegingsapparaat leek op dat van de andere vroege onevenhoevigen. Het bovenarmbot was vijftien centimeter lang in het geval van kleinere vormen en had een licht geperste schacht en een lage, halfronde en overhangende kop. De el bereikte een lengte van ongeveer zestien centimeter en had een uitgesproken bovenste gewrichtsuiteinde (olecranon). De lengte van het dijbeen was vierentwintig centimeter, zijn gewrichtskop zat op een korte nek en torende hoog boven de grote glooiende heuvel uit.
De schacht was vrij cilindrisch van vorm, in het bovenste gedeelte was er een sterke derde glooiende heuvel. Het scheenbeen was tweeëntwintig centimeter lang en werd gekenmerkt door een licht S-vormige gebogen schacht. Ook opvallend waren de voorpoten met vier en de achterpoten met drie tenen, die kunnen worden gezien als typisch voor primitieve onevenhoevigen. Afwijkend van de tapirs van vandaag, die de enige groep onevenhoevigen zijn die nog steeds deze eigenschap hebben, waren de drie stralen (II tot IV) op de achterpoot bijna dezelfde lengte, maar de middelste was veel sterker gebouwd. De voorvoet had een vergelijkbare structuur, maar hier was de buitenste balk (V) aanzienlijk ingekort. De metapoden van de middenstralen waren 7,8 centimeter lang op de voorvoet en 11,2 centimeter op de achterste voet.

## Vondsten
Fossiele overblijfselen van Hyrachyus zijn voornamelijk afkomstig uit Noord-Amerika en Eurazië en dateren van het uitgaande Onder- naar het begin van het Boven-Eoceen, 50 tot 42 miljoen jaar geleden. De vondsten uit het Bridger Basin in het zuidwesten van de Amerikaanse staat Wyoming zijn uitstekend. Ze dateren uit het uitgaande Onder-Eoceen (lokaal stratigrafisch bridgerium). Deze omvatten talloze, gedeeltelijk complete schedels en verschillende gearticuleerde skeletten. Er zijn ook enkele vondsten gevonden in het Washakie Basin en het Wind River Basin, beide ook in Wyoming, en het Huerfano Basin in Colorado en zijn ongeveer even oud.
De vondsten van Hyrachyus in Europa zijn vooral bekend uit het Midden-Eoceen. Een van de meest opmerkelijke vondsten is een compleet skelet uit de Messel-put in de buurt van Darmstadt, dat dateert van ongeveer 47 miljoen jaar geleden. De overblijfselen van het Geiseldal in Saksen-Anhalt zijn ook van groot belang. Hier kwamen ten minste vijfenzeventig resten van schedels en gebitsresten van alle leeftijden aan het licht, die stratigrafisch zijn verdeeld over de onderste en middelste kool van de bruinkoollagen aldaar. Vondsten uit Frankrijk, zoals uit het zoetwaterzand van Argenton en uit Bouxviller en Groot-Brittannië werden ook gemeld. Een onderkaakfragment is ook bewaard gebleven uit het Csordakút-bekken in Hongarije, een van de weinige Eocene fossielen van landzoogdieren in het land. Er zijn daarentegen slechts enkele vondsten uit Azië gemeld, zoals een bovenkaak met de laatste pre- en alle drie kiezen uit de Irdin Mahna-formatie van het Midden-Eoceen in Binnen-Mongolië. Hyrachyus is ook gedocumenteerd op het Zuid-Japanse hoofdeiland Kyushu via een onderkaak die werd ontdekt in zandstenen van de Oyake Formation.

## Paleobiologie
Over het algemeen is Hyrachyus een licht gebouwd dier. De relatief lange onderbeengedeelten van zowel de voorste als achterste ledematen spreken voor een snel bewegend (vluchtig) looppatroon. Dit wordt ook ondersteund door de hoge posities van de drie rollende terpen op het dijbeen en het over het algemeen smalle bekken evenals de vrij smalle gelede rollen op het bovenarmbot. De nek van Hyrachyus was relatief lang en ongeveer gelijk aan de lengte van het hoofd. De vorm van de cervicale wervels geeft aan dat de nek diagonaal naar voren werd gedragen en dat er een hoek van ongeveer zestig graden met de kop was. De gedeukte wervels mogen echter slechts beperkte zijdelingse bewegingsvrijheid van de nek toestaan. Vanwege de grote spinale uitsteeksels van de voorste thoracale wervels waren er echter sterke nekspieren voor het optillen en laten zakken van het hoofd. De lichte opbouw van Hyrachyus veroorzaakte daarom minder botpathologieën in vergelijking met de zware, later ongepaarde hoeven.
Hyrachyus leefde in tropische en subtropische bossen en moerassen van overstromingsgebieden of aan de oevers van meren. In een studie uit 1967 constateerde Leonard B. Radinsky een seksueel dimorfisme op basis van de bovenste kiezen, omdat deze binnen de soort zeer variabel in grootte bleken te zijn. Studies over het fossiele materiaal uit het Geiseldal hebben aangetoond dat het geslacht nauwelijks morfologische veranderingen in de loop van zijn geschiedenis heeft ondergaan, met uitzondering van een algemene toename in grootte, zoals te zien is in gepaarde hoeven van dezelfde leeftijd als de Propalaeotherium, die tot de paardverwanten behoort. Er kunnen echter verschillen zijn tussen mannelijke en vrouwelijke dieren in het ontwerp van de hond, die conisch is in de eerste (caniniform) maar in de laatste vergelijkbaar met de incisive (incisiviform). Bovendien valt de verandering van tanden samen met die van de andere hogere zoogdieren en begint met de doorbraak van de belangrijkste kies, maar een uitwisseling van de eerste melk naar de eerste permanente premolaar was niet detecteerbaar. Hier wordt aangenomen dat deze tand niet of al vroeg in de jeugdfase wordt veranderd. De zeer korte binnenkant van de neus suggereert dat Hyrachyus geen tapirachtige romp had.

## Classificatie
Hyrachyus is een uitgestorven geslacht dat vaak wordt verwezen naar de Helaletidae-familie, een fossiele groep die nauw verwant is aan de tapirs van vandaag. De Helaletidae, waaronder Helaletes en Heptodon, worden beschouwd als de voorlopers van de tapirs en maken daarom deel uit van de superfamilie van de Tapiroidea en de ondergeschikte Ceratomorpha, die naast de tapirs ook de neushoorns omvat. Bovendien maakt het deel uit van de tussentijdse orde van Tapiromorpha, die ook de uitgestorven Chalicotheria omvat. Het is echter wetenschappelijk controversieel of Hyrachyus daadwerkelijk in de lijn ligt van de ontwikkeling van de tapirs (Tapiroidea) of de neushoorns (Rhinocerotoidea). De reden voor dit debat is de vorm van de maxillaire kiezen, die tapir-achtige lage en parallelle, transversale tandemailstroken hebben, maar met hun enigszins hoge kroonstructuur en de driehoekige vorm van de laatste kies doen denken aan neushoorns.
Om deze reden wordt Hyrachyus soms ook in een onafhankelijke familie geplaatst, de Hyrachyidae, maar Leonard B. Radinsky wees er in 1967 op dat de Helaletidae te weinig onderscheidende kenmerken hadden om een onafhankelijke familie te rechtvaardigen. Studies naar de microstructuur van het glazuur toonden opnieuw overeenkomsten met vroege vertegenwoordigers van de neushoorns en afwijkingen van die van de tapirs en konden een nauwere positie ten opzichte van de neushoorn suggereren. Verschillende soorten Hyrachyus zijn bekend, waaronder de volgende zijn vandaag geldig:
- H. eximus Leidy, 1871
- H. minimus (Fischer,1829)
- H. modestus (Leidy, 1870)
- H. stehlini (Depéret, 1904)

Het exacte aantal soorten is onbekend. Terwijl Horace Elmer Wood nog steeds verschillende soorten Hyrachyus uitvoerde in zijn algemene werk uit 1934, vatte Leonard B. Radinsky ze duidelijk samen in 1967, die later kritiek kreeg. De belangrijkste kritiek is het ontbreken van een herziening van het geslacht, waarbij ook een exacte fylogenetische positie van Hyrachyus moet worden uitgewerkt.
De eerste beschrijving van Hyrachyus werd in 1871 gemaakt door de Amerikaanse paleontoloog Joseph Leidy met behulp van een onderkaakfragment dat een jong dier voorstelt. Al in het voorgaande jaar had hij een enkele tand op Lophiodon geplaatst, die hij later als onderdeel van Hyrachyus beschouwde. Vooral in de jaren 1870 werden er in Noord-Amerika talloze nieuwe beschrijvingen van soorten Hyrachyus gemaakt, maar deze zijn grotendeels ongeldig en vertegenwoordigen ofwel bestaande soorten of behoren tot het nauw verwante geslacht Helaletes. Talrijke vertegenwoordigers werden ook in Europa opgericht aan het einde van de 19e eeuw en sommige kregen de alternatieve spelling Hyrachius.
Dit bleken vervolgens meestal leden van het geslacht Tapirus of Protapirus te zijn. De oudste onderzoeksresultaten, duidelijk te plaatsen bij Hyrachyus, dateren uit 1829 en werden ontdekt in Argenton in Frankrijk. Deze werden aanvankelijk beschouwd als residuen van Lophiodon, later van Chasmotherium. In 1966 en 1967 werd naar deze en andere gerelateerde fossielen verwezen in onafhankelijke studies over Hyrachyus. De lectotypes (specimen nummers USNM 660 en 661) omvatten een linker onderkaak met de vier melk premolaren en de voorste kies van een jong dier en een geïsoleerde maaltand, die beide al door Leidy zijn gebruikt om het geslacht Hyrachyus te bepalen. De gevonden voorwerpen komen uit de lagere Bridger-formatie en werden gevonden bij Smith'Fork in het Bridger Basin in het zuidwesten van de Amerikaanse staat Wyoming. Ze zijn vandaag te zien in het National Museum of Natural History in Washington D.C..

## Fylogenie
|  | Helaletidae                                                                              |
|  |                                                                                          |
|  | \| \| Hyrachyus \| \| \| \| \| \| Tapiridae \| \| \| \| \| \| Rhinocerotidae \| \| \| \| |
|  |                                                                                          |
|  | Hyrachyus                                                                                |
|  |                                                                                          |
|  | Tapiridae                                                                                |
|  |                                                                                          |
|  | Rhinocerotidae                                                                           |
|  |                                                                                          |

|  | Hyrachyus      |
|  |                |
|  | Tapiridae      |
|  |                |
|  | Rhinocerotidae |
|  |                |

|  | Chalicotheriidae |
|  |                  |
|  | Lophiodontidae   |
|  |                  |

|  | Helaletidae                                                                              |
|  |                                                                                          |
|  | \| \| Hyrachyus \| \| \| \| \| \| Tapiridae \| \| \| \| \| \| Rhinocerotidae \| \| \| \| |
|  |                                                                                          |
|  | Hyrachyus                                                                                |
|  |                                                                                          |
|  | Tapiridae                                                                                |
|  |                                                                                          |
|  | Rhinocerotidae                                                                           |
|  |                                                                                          |

|  | Hyrachyus      |
|  |                |
|  | Tapiridae      |
|  |                |
|  | Rhinocerotidae |
|  |                |

|  | Chalicotheriidae |
|  |                  |
|  | Lophiodontidae   |
|  |                  |

|  | Helaletidae                                                                              |
|  |                                                                                          |
|  | \| \| Hyrachyus \| \| \| \| \| \| Tapiridae \| \| \| \| \| \| Rhinocerotidae \| \| \| \| |
|  |                                                                                          |
|  | Hyrachyus                                                                                |
|  |                                                                                          |
|  | Tapiridae                                                                                |
|  |                                                                                          |
|  | Rhinocerotidae                                                                           |
|  |                                                                                          |

|  | Hyrachyus      |
|  |                |
|  | Tapiridae      |
|  |                |
|  | Rhinocerotidae |
|  |                |

|  | Chalicotheriidae |
|  |                  |
|  | Lophiodontidae   |
|  |                  |

|  | Helaletidae                                                                              |
|  |                                                                                          |
|  | \| \| Hyrachyus \| \| \| \| \| \| Tapiridae \| \| \| \| \| \| Rhinocerotidae \| \| \| \| |
|  |                                                                                          |
|  | Hyrachyus                                                                                |
|  |                                                                                          |
|  | Tapiridae                                                                                |
|  |                                                                                          |
|  | Rhinocerotidae                                                                           |
|  |                                                                                          |

|  | Hyrachyus      |
|  |                |
|  | Tapiridae      |
|  |                |
|  | Rhinocerotidae |
|  |                |

|  | Chalicotheriidae |
|  |                  |
|  | Lophiodontidae   |
|  |                  |

|  | Helaletidae                                                                              |
|  |                                                                                          |
|  | \| \| Hyrachyus \| \| \| \| \| \| Tapiridae \| \| \| \| \| \| Rhinocerotidae \| \| \| \| |
|  |                                                                                          |
|  | Hyrachyus                                                                                |
|  |                                                                                          |
|  | Tapiridae                                                                                |
|  |                                                                                          |
|  | Rhinocerotidae                                                                           |
|  |                                                                                          |

|  | Hyrachyus      |
|  |                |
|  | Tapiridae      |
|  |                |
|  | Rhinocerotidae |
|  |                |

|  | Chalicotheriidae |
|  |                  |
|  | Lophiodontidae   |
|  |                  |

|  | Helaletidae                                                                              |
|  |                                                                                          |
|  | \| \| Hyrachyus \| \| \| \| \| \| Tapiridae \| \| \| \| \| \| Rhinocerotidae \| \| \| \| |
|  |                                                                                          |
|  | Hyrachyus                                                                                |
|  |                                                                                          |
|  | Tapiridae                                                                                |
|  |                                                                                          |
|  | Rhinocerotidae                                                                           |
|  |                                                                                          |

|  | Hyrachyus      |
|  |                |
|  | Tapiridae      |
|  |                |
|  | Rhinocerotidae |
|  |                |

|  | Chalicotheriidae |
|  |                  |
|  | Lophiodontidae   |
|  |                  |

|  | Helaletidae                                                                              |
|  |                                                                                          |
|  | \| \| Hyrachyus \| \| \| \| \| \| Tapiridae \| \| \| \| \| \| Rhinocerotidae \| \| \| \| |
|  |                                                                                          |
|  | Hyrachyus                                                                                |
|  |                                                                                          |
|  | Tapiridae                                                                                |
|  |                                                                                          |
|  | Rhinocerotidae                                                                           |
|  |                                                                                          |

|  | Hyrachyus      |
|  |                |
|  | Tapiridae      |
|  |                |
|  | Rhinocerotidae |
|  |                |

|  | Chalicotheriidae |
|  |                  |
|  | Lophiodontidae   |
|  |                  |

|  | Helaletidae                                                                              |
|  |                                                                                          |
|  | \| \| Hyrachyus \| \| \| \| \| \| Tapiridae \| \| \| \| \| \| Rhinocerotidae \| \| \| \| |
|  |                                                                                          |
|  | Hyrachyus                                                                                |
|  |                                                                                          |
|  | Tapiridae                                                                                |
|  |                                                                                          |
|  | Rhinocerotidae                                                                           |
|  |                                                                                          |

|  | Hyrachyus      |
|  |                |
|  | Tapiridae      |
|  |                |
|  | Rhinocerotidae |
|  |                |

|  | Chalicotheriidae |
|  |                  |
|  | Lophiodontidae   |
|  |                  |